# Nowa Huta
Nowa Huta (phát âm [ˈnɔva ˈxuta], nguyên văn: Nhà máy thép mới) là quận cực đông của Krakow, ba Lan. Với dân số hơn 200.000 người, đây là một trong những khu vực đông dân nhất của thành phố. Cho đến năm 1990, các quận lân cận vẫn được coi là một phần mở rộng của Nowa Huta và được liên kết với nhau bởi một hệ thống xe điện. Hiện tại, các quận này đã tách độc lập với nhau.
Nowa Huta là một trong hai vùng duy nhất theo chủ nghĩa hiện thực xã hội từng được xây dựng. Thiết kế theo phong cách thành phố kiểu không tưởng (utopia), các tòa nhà, con đường nơi đây mang dáng dấp của Paris hay London. Với nhiều công viên và cây cối, Nowa Huta là góc phố xanh nhất ở Krakow.